# Collectie liedbladen Wouters

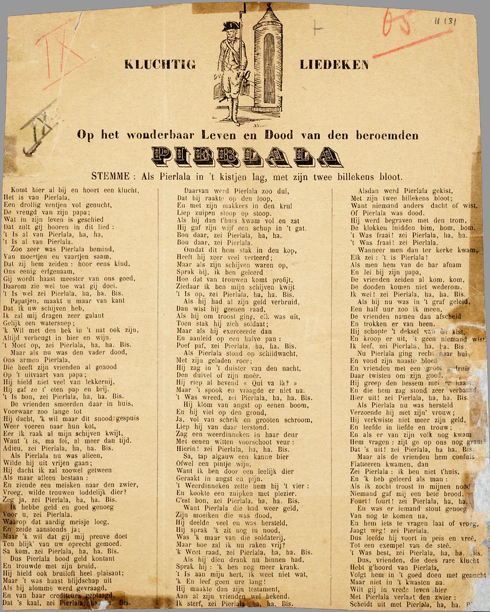
Liedblad met liedje over Pierlala (collectie KB/Meertens Instituut).

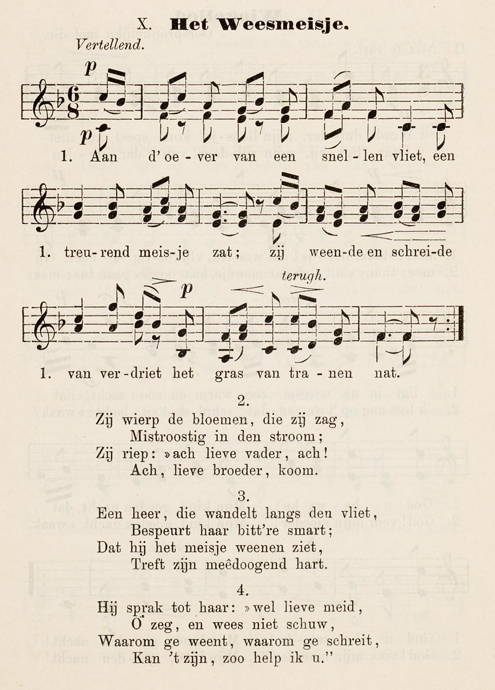
Het liedje 'Aan d'oever van een snellen vliet' met muziek (collectie KB/Meertens Instituut).

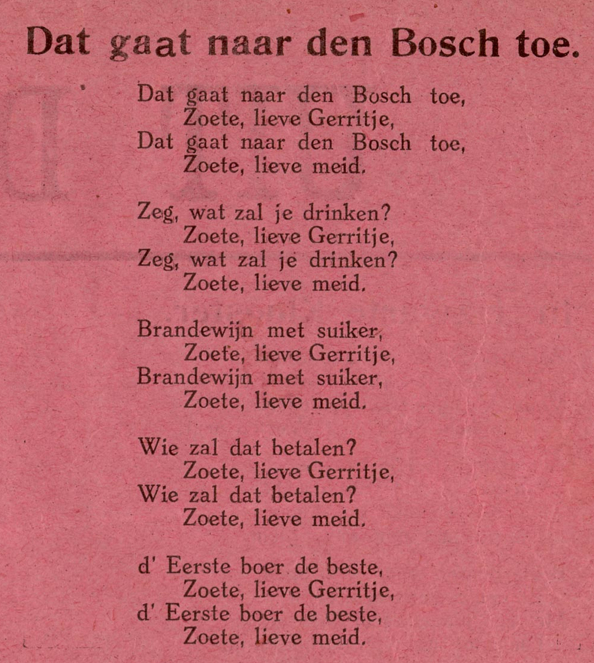
Liedblad met het liedje 'Dat gaat naar Den Bosch toe / Zoete lieve Gerritje' (collectie KB/Meertens Instituut).

De Collectie liedbladen Wouters is een verzameling van ongeveer 4500 Nederlandse liedbladen. Deze liedbladen werden vanaf de jaren 20 en 30 van de twintigste eeuw verzameld door Douwe Wouters (1876-1955).
Samen met de Collectie liedbladen Moormann is deze verzameling de meest uitgebreide bron voor het Nederlandse straatlied. In totaal tellen de collecties samen ruim 5500 liedbladen met zo'n 15.000 liederen. De liedbladen dateren grofweg van tussen halverwege de achttiende en halverwege de twintigste eeuw.
In 1933 publiceerden Wouters en Moormann op basis van hun liedbladverzamelingen het liedboek Het straatlied. Een bundel schoone historie-, liefde- en oubollige liederen. Het jaar erna, in 1934, verscheen het tweede deel. In deze liedboeken  plaatsten ze oproepen om meer liedblaadjes in te zenden. Deel 1 bevat 198 straatliedjes (waarvan 22 met muzieknotatie) en deel 2 bevat 207 liedjes.
Wouters verkocht in 1947 ruim driekwart van zijn liedbladen (3794 stuks) aan de Koninklijke Bibliotheek in Den Haag. Ongeveer 20% van de collectie (602 liedbladen) kwam terecht bij het het Nederlands Volksliedarchief van het Meertens Instituut in Amsterdam.
Vanaf 1998 zijn de liedbladen van beide collecties gerestaureerd door de Koninklijke Bibliotheek (in het kader van het project Metamorfoze). Vanaf 2000 zijn ze gescand door het Geheugen van Nederland en digitaal ontsloten in de Nederlandse Liederenbank (samenwerking van het Meertens Instituut, de KB en het Geheugen van Nederland, in het zogeheten Straatliederenproject).

## Liedjes in de Collectie liedbladen Wouters
Liedjes op liedbladen worden straatliederen genoemd. Straatliederen zijn volksliedjes die werden gezongen en op losse liedbladen verkocht door straat- of marktzangers vanaf de zestiende tot en met de twintigste eeuw. Straatliedjes kunnen enerzijds gaan over het laatste nieuws (politieke ontwikkelingen, rampen, moorden, enz.) en anderzijds kunnen ze verstrooiing en vermaak bieden (met liefdesliedjes, drinkliederen, kluchtliedjes, zeemansliederen, geestelijke liederen, verhalende liederen, enz.). Het is niet bekend hoe veel of weinig van de liedblaadjes die ooit zijn gedrukt, bewaard zijn gebleven, en of de bewaarde liedjes een goede afspiegeling zijn van wat er werd gezongen.
Voorbeelden van liedjes in de Collectie liedbladen Wouters:
- Aan boord, aan boord, het Zeemansleven / vivat de zee! vivat de zee
- Ach burgers wil mijn klaaglied hooren, / Ik kom uit armoe, anders niet
- Blijft hier een weynig staen / gy burgers en huysliede
- Een bedelares zat langs het strand van de zee, / Haar klederen verscheurd door baren en door wee
- Er is onlangs een klucht geschied, / Wel waardig om er naar te hooren
- Er is voorwaar geen beter spel te vinden / Als men zich voor de piano heeft gezet
- Gaat men de wereld eens bekijken, / Men vindt er niets dan pracht en praal
- Het was morgens met den dag, / Dat den trom den soldaat kwam wekken
- Hemel, ach! wat droeve maren / Hoort men thans uit Oostenrijk
- Ik heb een zwak dames, heeren, / Voor 't fotograveeren
- Ik ging onlangs door de kalverstraat, / Toen juist de brandweer langs mij gaat
- Ik trek uit mijn harmonica / Een riedeltje zoo mooi
- Ik was een jongeling van achttien jaren, / Die bij zijn meisje de liefde kwam verklaren
- Ik zat te spinnen voor mijn deur / Daar kwam een jongman fraai van leden
- Ieder uur is in dit leven / Hier op aarde van gewicht
- In de koude wereld altijd op straat / Vraag ik een aalmoes, aan een elk die er gaat
- In 't haveloos huisje, in 't armelijke slop / Zit 'n man, in de kracht van z'n jaren
- Lang had ik mij voorgenomen, / Om eens naar Den Haag te stoomen
- Snerpend loeit de storm daar buiten / Langs de wijd besneeuwde aard
- Op myne reis door 't platte land, / Zag ik veel vreemds aan alle kant
- Ver van het gewoel der groote steden, / Waar de Grebbestrijd werd uitgesteden
- Vroeger ging alles even kalm en bedaard, / Wagen en paard
- Wat vreemde mode ziet men weer / Al van zo menig een kahle Heer
- Wij gaan nu naar de Kermis heen, / Wij zingen luid hoezee
- Wilt ge mijn klagten eens aanhoren / Hoe ik gekomen ben in het verdriet